# Lissotriton
Lissotriton Bell, 1839 è un genere di anfibi caudati della famiglia Salamandridae..

## Tassonomia
Comprende le seguenti specie:
- Lissotriton boscai (Lataste, 1879)
- Lissotriton graecus (Wolterstorff, 1906)
- Lissotriton helveticus (Razoumovsky, 1789)
- Lissotriton italicus (Peracca, 1898)
- Lissotriton kosswigi (Freytag, 1955)
- Lissotriton lantzi (Wolterstorff, 1914)
- Lissotriton maltzani (Boettger, 1879)
- Lissotriton meridionalis (Boulenger, 1882)
- Lissotriton montandoni (Boulenger, 1880)
- Lissotriton vulgaris (Linnaeus, 1758)